# Георги Димчев
Георги Димов Димчев с псевдоним Вихър е български офицер, деец на националноосвободително движение на българите в Егейска Македония в годините на Втората световна война.

## Биография

### Ранни години
Димчев е роден в 1916 година в ениджевардарското село Бозец, анексирано от Гърция в 1913 година в семейството на войводата на ВМОРО Димо Димчев. В 1919 година Димо Димчев, загива при сражение с гръцки андарти в къщата си в Бозец заедно с жена си и майка си, като само малкият Георги оцелява. Осиновен е от свои съселяни, които в 1924 година емигрират в България и се установяват първоначално в Айтоско, а по-късно в Бяла. В 1928 година умира и вторият му баща и семейството живее в мизерия.
С помощта на свои познати, Георги Димчев заминава за София, където учи в Трета софийска мъжка гимназия, като едновременно работи като келнер. В 1936 година завършва гимназия. След това като войник в Българската армия постъпва в школа за запасни офицери. Впоследствие завършва висше военно училище и става летец-изтребител, а по-късно авиационен инструктор. Още като ученик Димчев се включва активно в освободителното движение на македонските българи и е член на организираните от корпорация „Шар“ и македонски ученически групи. В 1937 година е сред основателите и ръководителите на Тайната македонска организация „Нова македонска борба“ (1937 – 1944).

### През Втората световна война
В 1942 година напуска военната авиация и записва право в Софийския университет. През август 1943 с Димчев се свързва Димитър Цилев, който го убеждава да се срещне с лидера на бившата ВМРО Иван Михайлов в Загреб. Михайлов му предлага да организира в Гърция Македонска младежка бригада към Охрана, която да защитава българското население от нападенията на гръцките националисти и комунисти от ЕЛАС.
Планът на Михайлов за създаване на доброволческа армия в Егейска Македония съдържал следните точки: 
„1. Необходимо е да се създаде собствена военна сила по тези места, която да си постави за задача да запази честта, имота и живота на българското население. 
2. Вторият етап – да се организира местно самоуправление, подпомогнато от македонската емиграция в България. 
3. Да се организират училища на българска основа. 
4. Задачите ще постигнем с наши усилия, подпомогнати от германските власти.“
През юли 1944 година под прекия контрол на офицери от Вафен-СС Димчев организира българска дружина от 5000 души във Воденско, въоръжена с изоставено от капитулиралата италианска армия оръжие. На 2 август 1944 г. за първи път във Воден се чества свободно годишнината от Илинденското въстание. Осветено е бойното знаме на дружината и е проведена клетва на доброволците. Под влияние на все по-бързото развитие на събитията по фронтовете на Балканите Димчев предлага на командването да се установи контакт с партизаните от ЕЛАС. Такъв контакт е установен на 25 август 1944 г. и Димчев предлага да обедини дружината с батальона и да се поведе борба за независима Македония. Командването на баталона предлага дружината на охранистите да се разоръжи, като четниците се присъединят към батальона или да се саморазпуснат. Георги Димчев отхвърля категорично това искане, както и тяхната теза, че населението не било българско, а македонско.
По същото време Димчев се среща и разговаря с представители и на ЕАМ. По време на срещата е разискван отново македонският въпрос, като представителят на ЕАМ се изказва за целостта на Гърция, а Димчев за независима Македония, като отново не се постига съгласие и преговорите са прекъснати. Така Димчев търси връзка с Иван Михайлов в Загреб. Куриерът архитект Борис Огнянов обаче попада на мина и загива и опитът за контакт остава безуспешен. През август 1944 г. английското разузнаване на Балканите прави опит да се свърже с Георги Димчев и да води преговори, но той отказва. При това положение командването на Воденската дружина решава да я изтегли в изчеквателна позиция на връх Каймакчалан. Тази информация е използвана от ЕЛАС, като е сведена до германците. Така на 11 септември помещенията на дружината са блокирани от германците и тя е разоръжена. На 12 септември, със съдействието на английската авиация ЕЛАС напада Воден. При това положение германците връщат оръжието на дружината и тя взема участие в отблъскването на партизаните.
След началото на оттеглянето на германците на север в края на септември, Димчев тръгва през Солун за София. Тук се среща с бивши членове на ВМРО и получава нареждане да се върне във Воден и да придвижи дружините към Скопие, с оглед плановете за създаване на Независима Република Македония под покровителството на германците. На път за Воден той е арестуван във Велес от титовите партизани и е подложен на жесток побой, след което е предаден на гръцките партизани. Лежи в солунския затвор Беяз куле, откъдето е освободен след английско застъпничество и заминава за България, където през март 1945 година е арестуван от комунистите и лежи 5 години в трудови лагери.
Умира в 1980 година в София.. Оставя три папки спомени „В люлката на мъките – в Македония с Германската армия 1941 – 1944 година“. Част от тях публикува Иван Гаджев.
Преди смъртта си пише:
| „ | Сега аз се чувствам морално удовлетворен, че нашите разбирания за българския характер на Македония са приети от обществото, в което живеем. А това е по-важно от всичко. | “ |